# Pietro Tudebode
Pietro Tudebode (fine dell’XI secolo) fu un cronista della Prima Crociata.
Proveniente dal Poitou, egli prese parte alla prima crociata come membro dell'armata di Raimondo IV di Tolosa. Scrisse la Historia de Hierosolymitano itinere, che includeva un racconto dell'Assedio di Antiochia, edito nel volume 155 della Patrologia Latina.
Secondo Rubenstein l'Historia di Tudebodo e le Gesta Francorum et aliorum Hierosolymitanorum dell'anonimo deriverebbero entrambe da una fonte comune perduta.